# Cheik Tioté
Cheik Ismaël Tioté, né le 21 juin 1986 à Yamoussoukro et mort le 5 juin 2017 à Pékin (Chine), était un footballeur international ivoirien qui a évolué au poste de milieu de terrain.

## Biographie

### Club

#### Formation au BIBO
Né à Yamoussoukro, Tioté rejoint le centre de formation de CFB (Centre de Formation BIBO) de Treichville. Il est repéré par le club belge du RSC Anderlecht.

#### Anderlecht
Il remporte le championnat belge deux fois de suite (2006 et 2007) mais quitte le club pour avoir plus de temps de jeu et prend la direction du club néerlandais de FC Twente.

#### FC Twente
Il rejoint le club néerlandais du FC Twente en 2008 et remporte le championnat des Pays-Bas et la Supercoupe des Pays-Bas en 2010. Lors de son passage à Twente, il joue 58 matches en D1, inscrit un but et délivre 14 passes décisives.

#### Newcastle
Le 27 août 2010, Cheik s'engage avec Newcastle pour une somme avoisinant les 4M d'euros. En février 2011, il prolonge son contrat de trois ans avec les Magpies et est désormais lié à Newcastle jusqu'en juin 2017.
En octobre 2012, il donne un avis négatif en tant que musulman tout comme Demba Ba, Hatem Ben Arfa et Papiss Cissé de revêtir le futur maillot de Newcastle en raison du nouveau sponsor "Wonga", société de crédit, car la Charia, la loi islamique, interdit en effet l'emprunt à crédit,.
En février 2015, à la suite d'une blessure au genou survenue le 3 janvier 2015, il doit se faire opérer et voit alors sa saison prendre fin.

#### Beijing BG
Le 9 février 2017, il signe en faveur du Beijing BG en China League One (D2 chinoise).

### Sélection nationale
Cheik Ismaël Tioté est champion d'Afrique en 2015 avec la Côte d'Ivoire. Il est finaliste avec la Côte d'Ivoire à la Can 2012 où les éléphants perdent contre la Zambie aux tirs au but.

### Décès et funérailles
Le 5 juin 2017, alors qu'il s’entraînait avec son équipe à Pékin, en Chine, Cheik Tioté meurt d'une crise cardiaque, à l'âge de 30 ans. Après sa mort, son cercueil est rapatrié dans son pays natal. De nombreuses personnalités sportives ou politiques assistent à ses funérailles à Abidjan, dont le premier ministre Amadou Gon Coulibaly. Il est inhumé au cimetière de Williamsville, à Abidjan.

## Carrière
- 2005-2007 :  RSC Anderlecht
  - 2007-2008 :  Roda JC (prêt)
- 2008-2010 :  FC Twente
- 2010-fév. 2017 :  Newcastle United[8],[9]
- fév. 2017 - juin 2017:  Beijing EG

## Palmarès

### Club
| - RSC Anderlecht - Championnat de Belgique - Vainqueur (2) : 2006, 2007 |  | - FC Twente - Championnat des Pays-Bas - Vainqueur : 2010 - Supercoupe des Pays-Bas - Vainqueur : 2010 |

### Équipe nationale
- Côte d'Ivoire
  - Coupe d'Afrique des nations
    - Vainqueur : 2015
    - Finaliste : 2012